# Sự nghiệp điện ảnh của Bong Joon-ho

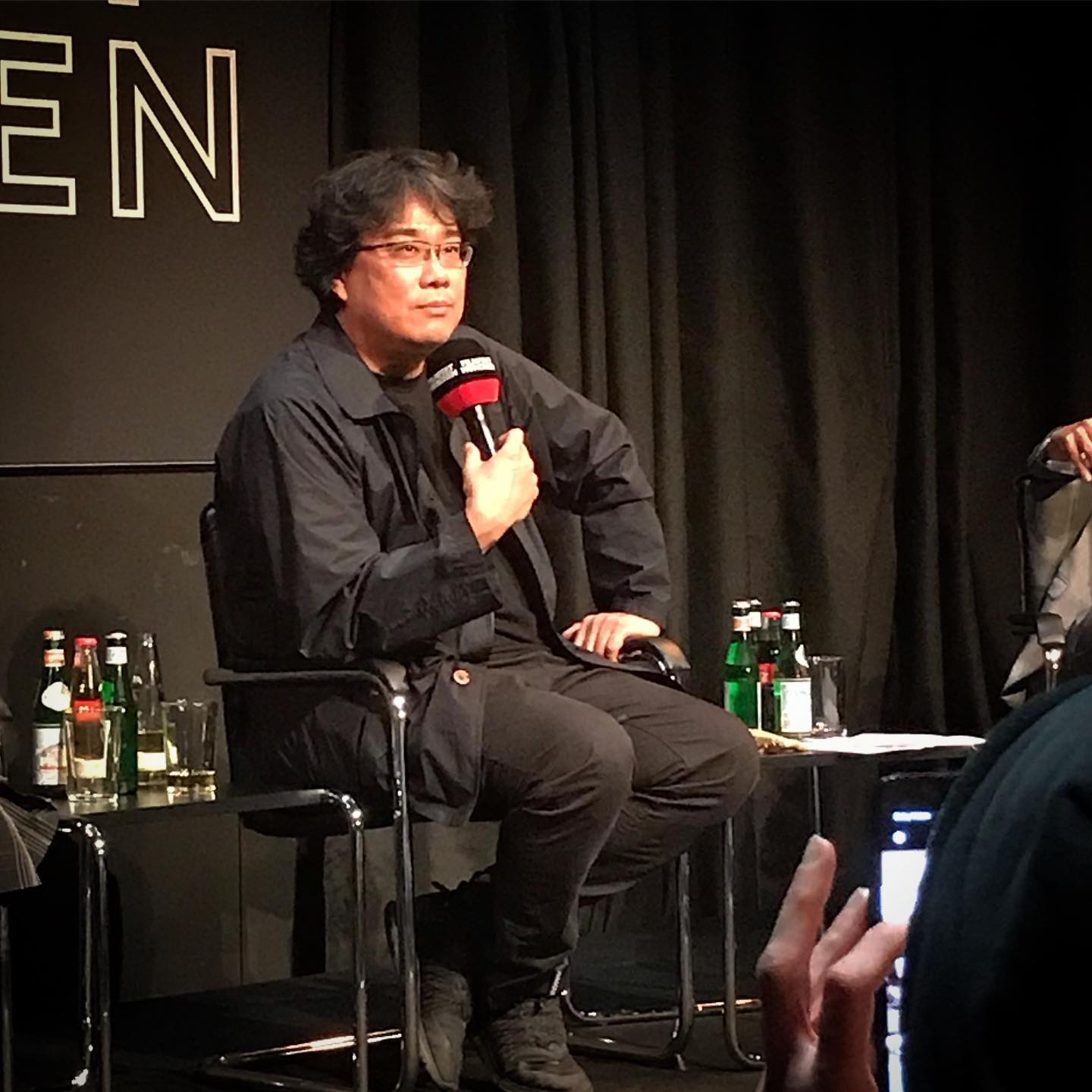
Bong Joon-ho trong buổi phỏng vấn tại Liên hoan phim quốc tế Munich, Đức, vào tháng 7 năm 2019.

Bong Joon-ho là một nam đạo diễn, nhà biên kịch kiêm nhà sản xuất điện ảnh người Hàn Quốc. Ông bắt đầu sự nghiệp của mình vào năm 1994 sau khi thực hiện các bộ phim ngắn lần lượt là White Man, Memories in My Frame, và Incoherence. Năm 1997, Bong viết kịch bản đầu tay cho Motel Cactus, bộ phim điện ảnh mà chính ông cũng được đảm nhận vị trí trợ lý đạo diễn. Hai năm sau, ông viết kịch bản cho bộ phim Phantom: The Submarine, và đến năm tiếp theo, ông chào sân với tư cách là đạo diễn qua tác phẩm điện ảnh đầu tay mang tên Barking Dogs Never Bite (2000). Những năm tiếp theo, Bong đã viết kịch bản và đạo diễn những tác phẩm điện ảnh được giới chuyên môn khen ngợi rộng rãi, bao gồm Hồi ức kẻ sát nhân (2003), Quái vật sông Hàn (2006), Người mẹ (2009) và Chuyến tàu băng giá (2013).
Sau khi thực hiện tác phẩm Biển sương mù (2014), Bong đảm nhận viết kịch bản, đạo diễn và sản xuất cho Siêu lợn Okja (2017), bộ phim sau này được đề cử giải Cành cọ vàng tại Liên hoan phim Cannes lần thứ 70. Khi đang thực hiện bộ phim Chuyến tàu băng giá, Bong được một người bạn khuyến khích viết một vở kịch, mà sau này chính là nguồn cảm hứng để ông làm nên và ra mắt tác phẩm Ký sinh trùng (2019). Tác phẩm không những được giới phê bình phim quốc tế nhiệt liệt khen ngợi, mà còn giành được vô số giải thưởng cao quý, trong đó có giải Cành cọ vàng và giải Oscar cho Phim hay nhất. Ngoài ra, với tác phẩm này, Bong còn giành được giải Oscar cho Đạo diễn xuất sắc nhất, qua đó giúp ông trở thành nhà làm phim uyên bác trên toàn thế giới.

## Danh sách phim

### Phim điện ảnh
| Năm  | Tựa đề                  | Tựa đề        | Vai trò  | Vai trò  | Vai trò  | Ghi chú          | Nguồn  |
| Năm  | Phim                    | Tên gốc       | Đạo diễn | Kịch bản | Sản xuất | Ghi chú          | Nguồn  |
| ---- | ----------------------- | ------------- | -------- | -------- | -------- | ---------------- | ------ |
| 1997 | Motel Cactus            | 모텔 선인장   | Không    | Có       | Không    | Trợ lý đạo diễn  | [ 4 ]  |
| 1999 | Phantom: The Submarine  | 유령          | Không    | Có       | Không    |                  | [ 5 ]  |
| 2000 | Barking Dogs Never Bite | 플란다스의 개 | Có       | Có       | Không    |                  | [ 12 ] |
| 2003 | Hồi ức kẻ sát nhân      | 살인의 추억   | Có       | Có       | Không    |                  | [ 13 ] |
| 2005 | Antarctic Journal       | 남극일기      | Không    | Có       | Không    |                  | [ 14 ] |
| 2006 | Quái vật sông Hàn       | 괴물          | Có       | Có       | Không    |                  | [ 15 ] |
| 2009 | Người mẹ                | 마더          | Có       | Có       | Không    |                  | [ 16 ] |
| 2013 | Chuyến tàu băng giá     | 설국열차      | Có       | Có       | Không    |                  | [ 17 ] |
| 2014 | Biển sương mù           | 해무          | Không    | Có       | Có       |                  | [ 18 ] |
| 2017 | Siêu lợn Okja           | 옥자          | Có       | Có       | Có       |                  | [ 19 ] |
| 2019 | Ký sinh trùng           | 기생충        | Có       | Có       | Có       |                  | [ 20 ] |
| 2025 | Mickey 17               | Mickey 17     | Có       | Có       | Có       |                  | [ 21 ] |
| 2027 | The Valley              | 더 밸리       | Có       | Có       | Có       | Họa sĩ phân cảnh | [ 22 ] |

### Phim ngắn
| Năm  | Phim                                   | Đạo diễn | Kịch bản | Đoạn phim       | Nguồn  |
| ---- | -------------------------------------- | -------- | -------- | --------------- | ------ |
| 1994 | White Man                              | Có       | Có       | —               | [ 1 ]  |
| 1994 | Memories in My Frame                   | Có       | Có       | —               | [ 2 ]  |
| 1994 | Incoherence                            | Có       | Có       | —               | [ 3 ]  |
| 2003 | Twentidentity                          | Có       | Có       | "Sink & Rise"   | [ 23 ] |
| 2004 | Digital Short Films by Three Directors | Có       | Có       | "Influenza"     | [ 24 ] |
| 2008 | Tokyo!                                 | Có       | Có       | "Shaking Tokyo" | [ 25 ] |
| 2011 | 3.11 A Sense of Home                   | Có       | Có       | "Iki"           | [ 26 ] |

### Phim truyền hình
| Năm       | Phim                | Ghi chú           | Nguồn  |
| --------- | ------------------- | ----------------- | ------ |
| 2020–2024 | Chuyến tàu băng giá | Giám đốc sản xuất | [ 27 ] |

### MV
| Năm  | Bài hát            | Bài hát       | Nghệ sĩ               | Nguồn  |
| Năm  | Tên tiếng Anh      | Tên gốc       | Nghệ sĩ               | Nguồn  |
| ---- | ------------------ | ------------- | --------------------- | ------ |
| 2000 | Dan                | 단(但)        | Kim Don Kyu (김돈규)  | [ 28 ] |
| 2003 | Lonely Street Lamp | 외로운 가로등 | Han Young Ae (한영애) | [ 29 ] |

## Diễn xuất
| Năm  | Phim                                          | Vai diễn                       | Ghi chú       | Nguồn  |
| ---- | --------------------------------------------- | ------------------------------ | ------------- | ------ |
| 1994 | Incoherence                                   | Anh trai của cậu bé giao hàng  | —             | [ 30 ] |
| 2002 | No Blood No Tears                             | Thám tử                        | Khách mời     | [ 31 ] |
| 2006 | Two or Three Things I Know About Kim Ki-young | Bản thân                       | Phim tài liệu | [ 31 ] |
| 2008 | Crush and Blush                               | Sinh viên của học viện tư nhân | Khách mời     | [ 31 ] |
| 2011 | Kurosawa's Way                                | Bản thân                       | Phim tài liệu | [ 32 ] |
| 2012 | Doomsday Book                                 | Lee Joon-ho                    | Khách mời     | [ 31 ] |
| 2012 | Ari Ari the Korean Cinema                     | Bản thân                       | Phim tài liệu | [ 33 ] |
| 2017 | Last Train to Seoul                           | Bản thân                       | Phim tài liệu | [ 34 ] |
| 2023 | Yellow Door: '90s Lo-fi Film Club             | Bản thân                       | Phim tài liệu | [ 35 ] |

## Đánh giá
| Năm  | Phim                    | Rotten Tomatoes        | Metacritic            |
| ---- | ----------------------- | ---------------------- | --------------------- |
| 2000 | Barking Dogs Never Bite | 88% (16 bài đánh giá)  | 66 (8 bài đánh giá)   |
| 2003 | Hồi ức kẻ sát nhân      | 95% (74 bài đánh giá)  | 82 (17 bài đánh giá)  |
| 2006 | Quái vật sông Hàn       | 93% (155 bài đánh giá) | 85 (35 bài đánh giá)  |
| 2009 | Người mẹ                | 96% (118 bài đánh giá) | 79 (31 bài đánh giá)  |
| 2013 | Chuyến tàu băng giá     | 94% (257 bài đánh giá) | 84 (38 bài đánh giá)  |
| 2017 | Siêu lợn Okja           | 86% (239 bài đánh giá) | 75 (36 bài đánh giá)  |
| 2019 | Ký sinh trùng           | 99% (467 bài đánh giá) | 96 (52 bài đánh giá)  |
| 2025 | Mickey 17               | 76% (336 bài đánh giá) | 72 (100 bài đánh giá) |